# 路易斯·塞努达
路易斯·塞尔努达·比东（西班牙語：Luis Cernuda Bidón，1902年9月21日—1963年11月5日），西班牙诗人，“二七年一代”的代表人物之一。1923年服兵役时写出第一首诗。塞维利亚大学法律系本科毕业后去马德里，与加西亚·洛尔卡，维森特·阿莱克桑德雷和马努埃尔·阿尔托拉吉雷等人结交。1938年流亡英国。后定居于墨西哥。诗风受超现实主义影响。
路易斯·塞尔努达1902年9月21日生于西班牙塞维利亚，1963年11月5日逝于墨西哥墨西哥城，是一个杰出的诗人和西班牙文学评论家。九岁开始阅读诗集，后来他的一位老师鼓励他写诗并修改他所创作的诗句。

## 路易斯·塞尔努达年表
1. 1919年开始在塞维利亚大学学习法律，并成为Pedre Salinas的一名学生，Salinas曾经帮助过他发表诗歌
2. 1920年，路易斯·塞尔努达的父亲去世
3. 1923年，为了服兵役不得不放弃在大学的学业，并加入塞维利亚骑兵团
4. 1924年，为了完成学业回到大学并一直持续到1926年 。在这期间同Higinio Capote 以及Joaquín Romero Murube 参加了由Salinas组织的文学沙龙圈。涉猎西班牙古典文学作品和法国作家的作品，尤其是安德烈·纪德的作品
5. 1925年，认识了胡安·拉蒙·希梅内斯，在《欧美评论》发表了他的早期诗歌
6. 1926年，前往马德里旅行，并为《真理报》，《Mediodía y Litoral》撰稿。后者是由一对马拉加夫妇Manuel Altolaguirre 和 Concha Méndez创办，他们一直保持着很好的友谊，包括路易斯在墨西哥流亡期间。他还阅读了法国超现实主义作家的作品，特别是皮埃尔·勒韦迪和保尔·艾吕雅。
7. 1927年，发表了他的第一部抒情诗书,《Perfil del aire》，但受到胡安·拉蒙·希梅内斯的攻击，因为后者认为这本受豪尔赫·纪廉响太多。12月，出席了在Ateneo de Sevilla 举行的纪念路易斯·德·贡戈拉·伊·阿尔戈特逝世300年的活动。尽管之前已经认识了"二七年一代"的几个成员，但他只是作为听众出席这次活动。
8. 1928年，路易斯·塞尔努达的母亲去世。同年，拜访了他的马拉加朋友们。之后去了马德里，并在那里认识了阿莱克桑德雷·梅洛。11月，Salinas帮助他获得了在图卢兹大学的西班牙讲师资格。
9. 1929年，搬到马德里。
10. 从1930年起，在León sánchez Cuesta书店工作。在费德里戈·加西亚·洛尔卡和阿莱克桑德雷·梅洛的陪同下出席了几次文化沙龙聚会。并在1931年，费德里戈·加西亚·洛尔卡向他介绍了年轻的加利西亚演员Serafín Fernández Ferro，塞尔努达爱上了他。但是这不是为了钱，而是仅在需要时。这次未完成的爱启发了塞尔努达的书《Donde habite el olvido 》和《 Los placeres prohibidos》。赫拉尔多·迭戈把它编入《文集（Antología）》中（1932），同时也结束了他与Serafín的关系。塞尔努达参与了教育使命的计划。在走访卡斯蒂亚和安拉卢西亚村落的时候认识了Ramón Gaya和画家Gregorio Prieto。
11. 1933年除此之外还为拉斐尔·阿尔韦蒂的杂志《十月》撰稿。
12. 1934年，发表了《Donde habite el olvido 》，开始阅读欧洲浪漫主义诗人的诗，同年再一次拜访马拉加。为José Bergamín的杂志《 Cruz y Raya》撰稿并且发表了对弗里德里希·荷尔德林作品的译版。
13. 1936年，在西班牙内战爆发不久之前，参与了拉蒙·德尔巴列-因克兰的欢迎会，在那之前，出版了《La realidad y el deseo》
14. 塞尔努达在被告知费德里戈·加西亚·洛尔卡被谋杀的消息号，写了一首关于费德里戈·加西亚·洛尔卡的挽歌，是的最后两个段落被删除。两个月后，作为西班牙驻巴黎大使馆的随员并回到马德里。
15. 在于1937年四月，搬往瓦伦西亚，为《Hora de España》撰稿并发表了提及落尔卡的挽歌，参加了在瓦伦西亚举行的知识分子反法西斯第二次大会，在那里认识了奥克塔维奥·帕斯在同年夏天，翻译了Don Pedro 的文章。
16. 1938年在英国演讲并认识了Rafeal Martinez Nadal ，期间是巴斯克难民孩子的讲师，这引发他创作诗《Niño muerto》。之后在一所学校当老师，在校期间，阅读英文古典文  章，尤其是抽象派诗人的作品。
17. 1943年至1945年，作为西班牙语读者在格斯拉大学，剑桥大学以及伦敦西班牙语研究所工作，在画家Gregorio Prieto位于牛津的工作室度过夏天。在此期间，完成了作品《Las nubes》写了散文诗《Ocnos》。
18. 1944年新恋情激发他创作了诗《Vivir sin estar Viviendo》。
19. 1945年，翻译了莎士比亚的作品《Troilo y Cresida》。
20. 1947年，开始流亡到美国，在马萨诸塞州的一所学校教文学一直到1952年。
21. 分别在1949年，1950年和1951年三次去墨西哥旅行，他想住在讲西班牙语的地方.期间，伴随着大量共和党逃往与避难，在那里多亏总统Lazaro Cardenas的热烈欢迎。
22. 1951年，受杂志《Orgenes》的邀请，前往古巴做演讲，并在那里与作家Lezama Lima成为朋友，以及重逢了Maria Zambrano
23. 1952年，放弃在美国的工作，定居墨西哥首都，在那里爱上了一位健美运动员，他们是在1951年度假的时候认识的。
24. 1954年，在墨西哥国立自治大学做兼职教授，为墨西哥多种期刊撰稿
25. 1957年出版《Poemas prado un cuerpo》和《当代西班牙诗歌研究》
26. 1959年，Manuel Altolaguirre去世
27. 1962年和1963年期间，回到洛杉矶授课，11月5日在墨西哥城去世。